# Amacukaze (DDG-163)
Amacukaze (DDG-163) byl torpédoborec Japonských námořních sil sebeobrany. Byl to první japonský (raketový) torpédoborec vyzbrojený řízenými střelami. Ve službě byl v letech 1965–1995. Z hlediska protiletadlové výzbroje se jednalo o ekvivalent americké třídy Charles F. Adams.

## Stavba

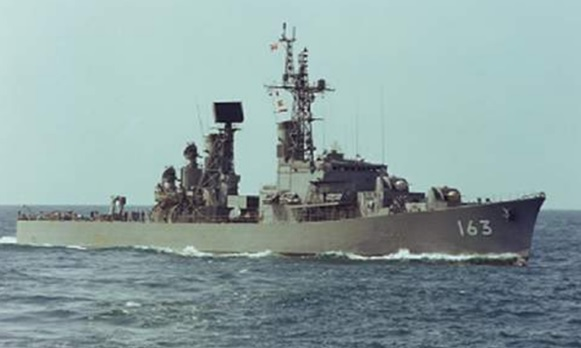
Amacukaze (DDG-163)

Torpédoborec postavila loděnice Mitsubishi Heavy Industries. Kýl plavidla byl založen 29. listopadu 1962, trup byl na vodu spuštěn 5. října 1963 a torpédoborec byl do služby přijat 15. února 1965.

## Konstrukce

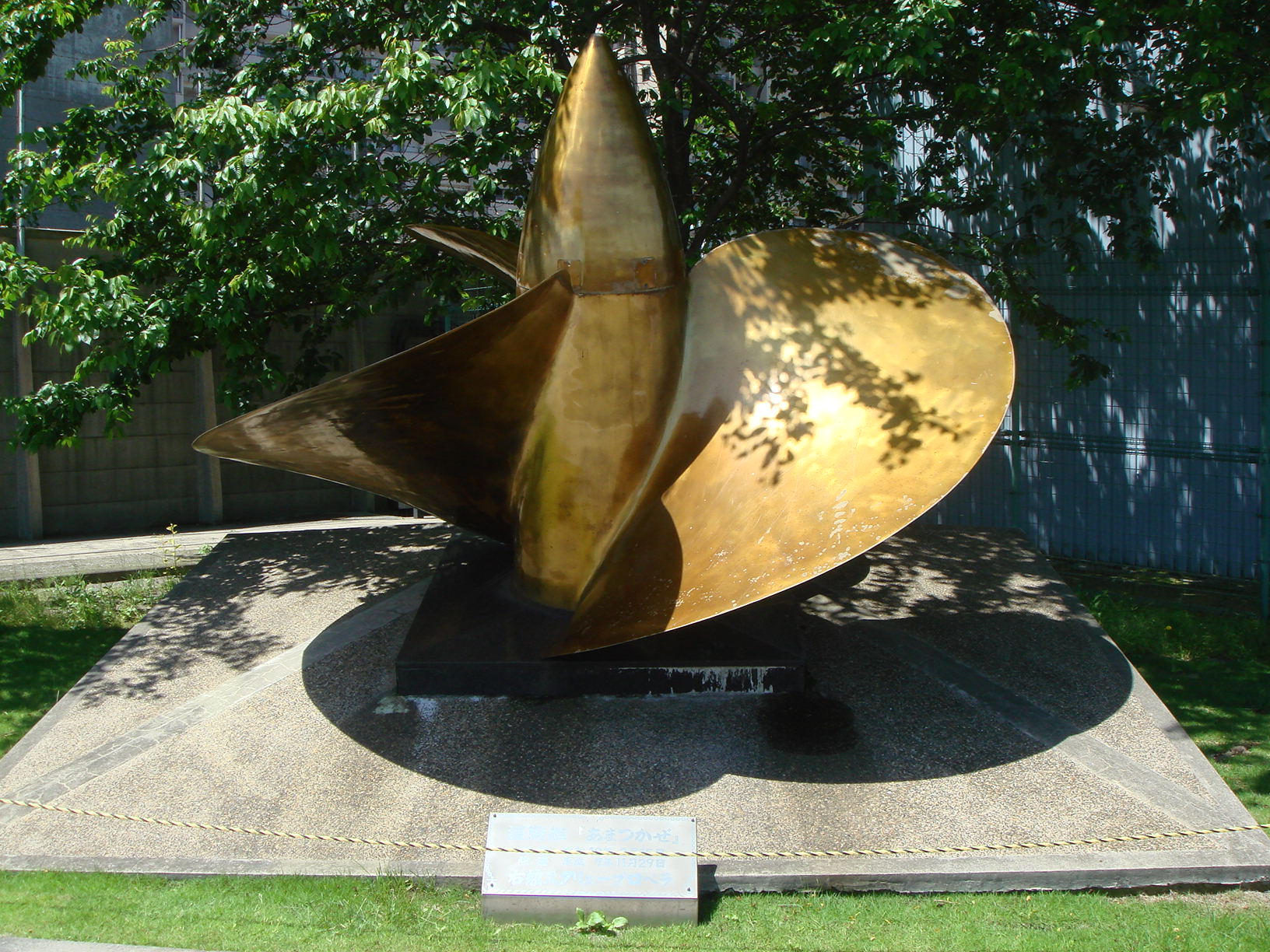
Dochovaný lodní šroub plavidla

Hlavňovou výzbroj plavidla představovaly čtyři 76,2mm kanóny ve dvoudělových věžích na přídi. K ničení vzdušných cílů sloužilo jednoduché odpalovací zařízení Mk 13 pro protiletadlové řízené střely RIM-24 Tartar umístěné na zádi. Neseno bylo celkem 40 střel. Protiponorkovou výzbroj tvořil osminásobný vrhač raketových torpéd ASROC, dva salvové vrhače hlubinných pum Hedgehog a dva trojhlavňové 324mm torpédomety. Detekci ponorek zajišťoval trupový sonar SQS-23. Řízené střely naváděly dva radary SPG-51 umístěné na zádi.
Pohonný systém tvořily dva kotle a dvě převodové turbíny, pohánějící dva lodní šrouby. Výkon pohonného systému byl 60 000 shp. Nejvyšší rychlost dosahovala 33 uzlů.

### Modernizace
Roku 1978 bylo plavidlo vyzbrojeno výkonnějšími řízenými střelami Standard SM-1MR a příslušnou elektronikou. Počet nesených střel se nezměnil. Roku 1982 byly instalovány vrhače klamných cílů Mark 36 SRBOC a satelitní komunikační systém SATCOM.